# Dichelonyx sulcata
Dichelonyx sulcata är en skalbaggsart som beskrevs av Leconte 1856. Dichelonyx sulcata ingår i släktet Dichelonyx och familjen Melolonthidae. Utöver nominatformen finns också underarten D. s. arizonensis.